# Henri Vallée
Henri Vallée (* 1865; † 1916) war ein französischer Kutschen-, Fahrrad- und Autobauer in Le Mans.
Er stand in den 1880er Jahren in Verbindung mit der Familie von Amédée Bollée. 1890 gründete er in Le Mans ein Unternehmen zur Fahrradproduktion. 1895 erfolgte die Umfirmierung in Société des Automobiles Vallée. Zugleich begann er mit dem Automobilbau. Der Markenname lautete Vallée. 1902 endete die Automobilproduktion. Später entstanden noch Motorräder. Es ist nicht bekannt, wann das Unternehmen aufgelöst wurde.